# Peter Timm
Peter Timm (* 28. September 1950 in Ost-Berlin) ist ein  deutscher Filmregisseur und Drehbuchautor.

## Leben
Peter Timm absolvierte ab 1969 ein Studium an der Humboldt-Universität in Russisch und Geschichte. Zur selben Zeit nahm er in seiner Heimatstadt Schauspiel- und Regieunterricht. 1973 wurde er aufgrund seines systemkritischen Denkens aus der DDR ausgewiesen und studierte anschließend im Westen Berlins Germanistik und Russisch. 1976 ging Timm nach Frankfurt am Main und arbeitete bis 1981 unter anderem als Autor, Regisseur und Schauspieler für politisches Kabarett beim Karl Napps Chaos Theater sowie am Theater am Turm. Von 1981 bis 1984 war er Dozent im Bereich Rollenfach/Gegenwartsdramatik an der Neuen Münchner Schauspielschule.
1986 kam Timms erster Spielfilm Meier heraus, zu dem er auch das Drehbuch schrieb. Der Film erhielt den Bayerischen Filmpreis und den Ernst-Lubitsch-Preis. Der große Durchbruch kam mit der bundesweit beachteten Ost-West-Komödie Go Trabi Go (1991) mit Wolfgang Stumph in der Hauptrolle. Mit der Komödie Manta – Der Film (1991) gelang es ihm, den so genannten „Proll-Schick“ einzuführen, der anschließend deutsche Komödien wie Voll normaaal prägte. Mit seiner Frau Heike Wiehle-Timm gründete Timm 1993 die Produktionsgesellschaft Relevant Film. Für Rennschwein Rudi Rüssel gewann er den Bayerischen Filmpreis 1995 für den besten Kinderfilm. Er führte auch Regie bei der Fortsetzung Rennschwein Rudi Rüssel 2 – Rudi rennt wieder! und schrieb zusammen mit Karsten Willutzki das Drehbuch.
Peter Timm ist Mitglied der Deutschen Filmakademie.

## Filmografie (Auswahl)
- 1986: Meier
- 1988: Fifty-Fifty
- 1991: Go Trabi Go
- 1991: Manta – Der Film
- 1992: Ein Mann für jede Tonart
- 1994: Einfach nur Liebe
- 1995: Rennschwein Rudi Rüssel
- 1996: Die Putzfraueninsel
- 1996: Zwei Leben hat die Liebe (Fernsehfilm)
- 1997: Dumm gelaufen
- 1999: Millennium Love – Ich habe dich nie vergessen (Fernsehfilm)
- 2001: Der Zimmerspringbrunnen
- 2002: Familie XXL (Fernsehfilm)
- 2004: Mein Bruder ist ein Hund
- 2006: Rennschwein Rudi Rüssel 2 – Rudi rennt wieder! (auch Drehbuch)
- 2009: Liebe Mauer (auch Drehbuch)
- 2011: Löwenzahn – Das Kinoabenteuer